# 1757

## Родени
- Ригас Велестинлис, гръцки революционер
- 9 октомври – Шарл X, крал на Франция
- 21 октомври – Пиер Ожеро, френски маршал
- 25 октомври – Хайнрих Фридрих Карл,
- 1 ноември – Антонио Канова, италиански скулптор
- 28 ноември – Уилям Блейк, английски поет и художник

## Починали
- 28 юни – София-Доротея фон Брауншвайг-Люнебург, кралица на Прусия
- 23 юли – Доменико Скарлати, италиански композитор